# Der Blutharsch
Der Blutharsch è stato un gruppo neofolk/industrial fondato in Austria da Albin Julius nel 1996, inizialmente come progetto musicale solista.

## Storia
Der Blutharsch nasce come progetto collaterale del precedente gruppo di Julius, The Moon Lay Hidden Beneath A Cloud. La prima pubblicazione con il nome Der Blutharsch è un picture disc omonimo a tiratura limitata a 250 copie uscito nel 1996. I primi brani realizzati hanno una sonorità molto vicina al dark ambient su cui si inseriscono campionature di registrazioni d'epoca e rumorismi di tipo post-industriale.
Nel prosieguo della carriera la sua opera diventa via via più energica, sviluppando uno stile musicale pomposo ed approdando ad una forma di martial industrial unita ad un certo gusto per la sperimentazione. I temi trattati e l'immaginario evocato derivano per lo più dalla storia dalla Mitteleuropa.
Con la pubblicazione di Time Is Thee Enemy! nel 2003, Julius decide di dare una svolta all'impostazione del progetto rendendolo molto più simile ad un gruppo rock e abbandonando i tratti marziali che restano confinati al materiale promozionale. Der Blutharsch non sembra più configurarsi come un progetto solista, ma come un autentico gruppo musicale. Le esibizioni dal vivo hanno ulteriormente delineato questa evoluzione, riposizionando il gruppo nel filone del rock psichedelico. In conseguenza di questo tutti i riferimenti di tipo storico sono scomparsi dai nuovi loghi e dalle copertine dei dischi: il nuovo materiale presenta invece riferimenti a droghe come i funghi allucinogeni.

### Le esibizioni dal vivo
I primi spettacoli solisti di Der Blutharsch, vedono Albin Julius presentarsi come solista ed eseguendo musica elettronica. Più tardi sul palco Der Blutharsch appare come un ensemble di due o tre musicisti, introducendo rullate marziali di tamburi e aggiungendo brani recitativi. Un esempio dello stile di questo periodo è presente nella videocassetta Gold gab ich für Eisen del 1999. In seguito Der Blutharsch' è diventato un vero e proprio gruppo musicale, con strumenti acustici e con l'aggiunta di una voce femminile, la cantante Marthynna.
Nella primavera del 2006 i Der Blutharsch danno vita a quello che annunciano essere il loro ultimo tour, in realtà continueranno con altri concerti.

## La WKN
Praticamente tutto il materiale di Der Blutharsch viene stampato per la WKN, acronimo di Wir Kapitulieren Niemals ("Non ci arrenderemo mai", in italiano), etichetta discografica di proprietà dello stesso Albin Julius.

## Simbolismo ed estetica
Nei primi tempi come logo di Der Blutharsch viene utilizzato il simbolo composto da una singola runa Sig, inserita in uno scudo triangolare con la scritta Der Blutharsch, realizzata con il carattere Fraktur, nella parte superiore. Questo simbolo compare in tutte le prime pubblicazioni in vinile e nel primo sito web ufficiale.
In seguito il simbolo originale viene sostituito da una Croce di Ferro ornata da foglie di quercia. Il nuovo simbolo compare anche nelle riedizioni del vecchio materiale.

## Controversie
I detrattori di Julius etichettano spesso il suo lavoro come fascista. Questo soprattutto a causa dell'estetica e dei ritmi marziali utilizzati, e dell'utilizzo di immagini risalenti al Terzo Reich. Albin Julius ha sempre smentito questa interpretazione.
Der Blutharsch ha peraltro pubblicato un 7 " split in collaborazione con il gruppo neofascista italiano Zetazeroalfa intitolato Rose rosse ossa rotte.. Nel 2008 ha pubblicato un altro 7" split con il gruppo neofascista italiano Sottofasciasemplice. Ha tuttavia collaborato anche con gruppi anarchici come ad esempio i Terroritmo.

## Formazione
- Albin Julius
- Marthynna

## Discografia parziale

### Album
- 1996 - Der Blutharsch
- 1998 - Der Sieg des Lichtes ist der Lebens Heil!
- 1998 - Der Gott der Eisen wachsen liess
- 1999 - Gold gab ich für Eisen
- 1999 - The Pleasures Received in Pain
- 2000 - The Long Way Home
- 2000 - The Track of the Hunted
- 2002 - When all else fails!
- 2004 - Time is thee enemy!
- 2004 - Speech of Truth Will Be Eternal
- 2005 - Live At The Monastery
- 2005 - When Did Wonderland End?
- 2006 - Live In Copenhagen
- 2007 - The Philosopher's Stone
- 2008 - Kreuzung Drei split con Reutoff
- 2009 - Flying High!
- 2009 - A Night Of Confusion
- 2010 - Live In Leiden

### Singoli
- 1996 - First

### Raccolte
- 1999 - Der Tod Im Juni

### Video
- 1999 - Gold gab ich für Eisen